# Kingdom Hearts χ
Kingdom Hearts χ (キングダム ハーツ キー Kingudamu Hātsu Kī?) estilizado como Kingdom Hearts χ[chi], es un videojuego de rol/videojuego de navegador japonés desarrollado por Square Enix y Success, y publicado por Square Enix para navegadores web como la octava entrega de la serie Kingdom Hearts. 
El videojuego implica que los jugadores naveguen por un avatar personalizado a través de mundos inspirados en Disney que luchan contra enemigos, para después derribar a sus jefes en partidas multijugador en competencia con otros equipos. 
Una versión del juego para dispositivos móviles desarrollado por Square Enix y BitGroove llamado Kingdom Hearts Unchained χ, se lanzó como la novena entrega de la serie en Japón en septiembre de 2015, y en todo el mundo en 2016. En abril de 2017, Unchained χ se renombró como Kingdom Hearts Union χ[Cross].
Kingdom Hearts χ es una precuela de toda la serie Kingdom Hearts, ya que tiene lugar siglos antes. Tiene lugar antes de la guerra de la Llave-espada, que estableció la organización del universo Kingdom Hearts a partir del juego original. 
El jugador asume el papel de un portador de Llave-espada (Keyblade) que se une a una de las cinco facciones lideradas por los Maestros de la Llave-espada que luchan por el control de la limitada luz existente en el mundo. Unchained χ/Union χ actúa como una secuela, volviendo a contar parte de la historia de Kingdom Hearts χ antes de divergir y contar una nueva historia después de sus eventos. 
La trama del juego está conectada a Kingdom Hearts III. El título se refiere a la Llave Espada χ, un arma central en el arco de la historia de la serie.
El juego fue diseñado como una experiencia de juego a la que podrían acercarse los recién llegados a la serie. Su presentación se comparó con la de un cuento de hadas, ya que representar el estilo habitual de la serie habría sido difícil en la plataforma. 
Tanto Tetsuya Nomura como Yoko Shimomura, veteranos de la serie principal, regresaron como director y compositor respectivamente. El juego recibió una recepción favorable de los críticos. 
Una película complementaria, Kingdom Hearts χ Back Cover, se estrenó como parte del Prólogo del capítulo final de Kingdom Hearts HD 2.8 en enero de 2017.

## Jugabilidad
Kingdom Hearts χ es un videojuego de rol ambientado en el universo de Kingdom Hearts que incluye personajes y ubicaciones originales, así como los de los medios de Disney y Final Fantasy. Antes de comenzar, los jugadores crean su propio personaje. Los jugadores pueden personalizar el género, el cabello y la ropa, y elegir accesorios con el tema de los universos Square Enix y Disney presentes en la serie Kingdom Hearts. Las misiones de la historia son desbloqueadas por el jugador. Después de que se haya completado una cierta cantidad del contenido disponible, las nuevas misiones de historia estarán disponibles. Los jugadores navegan por su entorno arrastrando el cursor por la pantalla. Los jugadores navegan por mundos diferentes, derrotando monstruos conocidos como los Crueles (Heartless). El juego base es gratuito, con microtransacciones opcionales. Las acciones usan AP, que pueden reponerse ya sea esperando o usando pociones, que se pueden ganar o comprar. También se pueden comprar artículos raros como tarjetas especiales. Junto con el modo para un jugador, hay un modo multijugador donde los equipos de jugadores se enfrentan a Jefes de Redada (Raid Bosses), Crueles (Heartless) gigantescos con alto HP.
Los enemigos aparecen en la pantalla y se pueden atacar haciendo clic en ellos. Durante el turno del jugador, se sacan tres cartas al azar de un mazo de nueve, cada una de las cuales resulta en un ataque. Si la fuerza combinada de las cartas y las habilidades adjuntas son insuficientes para agotar los HP del enemigo, los despiadados contraatacarán. Si el jugador sobrevive a este ataque, o continúa gastando AP adicional, comienza un nuevo turno. Al derrotar a un enemigo, el jugador gana Lux (que desbloquea recompensas a medida que se acumula, pero se reinicia semanalmente), puntos de experiencia (a través de los cuales el jugador avanza de nivel) y Munny (una moneda en el juego). El jugador también gana Fragmentos, tarjetas basadas en los personajes originales de la serie Kingdom Hearts y los de las franquicias de Disney y Final Fantasy: los fragmentos están imbuidos de diferentes propiedades dependiendo del personaje, como golpes físicos o elementales. Los jugadores pueden subir de nivel sus cartas para mejorar su ataque y defensa. Los jugadores pueden fortalecer su Llave-espada (Keyblade) utilizando materiales que se encuentran en cada mundo, y se adquieren nuevas Llaves-espada a medida que avanza la historia. Cada uno fortalece diferentes tipos de tarjetas; por ejemplo, Luz de las Estrellas (Starlight) es un Llave-espada versátil que ofrece potenciadores para cartas de tipo Poder, Velocidad y Magia, mientras que el Hallazgo del Tesoro inspirado en Blancanieves se centra en el tipo Poder.
La versión móvil del juego, titulada Kingdom Hearts Unchained χ, comparte múltiples funciones de juego con su contraparte del navegador: la principal excepción es que esta versión está diseñada para una pantalla táctil. La capacidad de viajar libremente entre diferentes mundos de Disney también se reemplaza con un sistema de escenario. Estas etapas, llamadas misiones, se limitan a áreas específicas de mundos específicos. En lugar de gastar AP en acciones individuales, se paga AP para comenzar una misión, y el jugador puede atacar a tantos enemigos, recoger tantos materiales y abrir tantos cofres como pueda encontrar antes de derrotar a un objetivo final. Si el HP del jugador está completamente agotado, se ofrece una opción entre perder todo el progreso en la búsqueda o continuar luchando gastando Joyas, una nueva moneda de uso general en el juego. El Lux se considera como otro nombre para los puntos de experiencia de nivelación de personajes. La ropa, el cabello y los accesorios se obtienen a través de las tablas de avatar, que contienen una serie de nodos en vías de ramificación. Estos nodos se desbloquean, en secuencias establecidas, con Monedas Avatar, y también pueden generar beneficios tales como límites aumentados para AP y HP. Las cartas de la versión del navegador se reemplazan aquí por Medallas, que ya no se extraen al azar en la batalla. En cambio, cada Medalla equipada se presenta una a la vez, y el jugador tiene la opción de atacar a un enemigo, atacar a todos los enemigos (infligir menos daño) o usar el ataque especial otorgado por la Medalla (siempre que los indicadores de ataque especiales de la llave-espada estén suficientemente llenos). Las medallas se pueden combinar con las medallas correspondientes para mejorar sus ataques especiales.

## Sinopsis

### Escenario
Kingdom Hearts χ se desarrolla en un pasado lejano, antes de los otros juegos de la serie. El juego comienza antes de la legendaria Guerra de la Llave-espada, un conflicto provocado por las disputas entre los portadores de Llave-espada sobre la luz que creó el mundo, desencadenando una calamidad que transformó el mundo en lo que se ve en el resto de la serie Kingdom Hearts. Antes de la guerra, un Maestro de Llave-espada conocido solo como Maestro de Maestros (Master of Masters) otorga un Libro de Profecías a cinco de sus seis aprendices, los Profetizadores (Foretellers), antes de desaparecer. 
El libro tiene la capacidad de predecir e incluso manifestar objetos y personas del futuro, de los cuales los cinco Profetizadores se enteran de una profecía que predice la destrucción del mundo. 
Para evitar esto, los Profetizadores usan sus libros para manifestar mundos futuros y derrotar a los Crueles que los infestan para juntar pedazos de luz, llamados Lux. 
Cada Profetizador crea y lidera su propia temática "Unión" en torno a su ícono animal individual:
- Unicornio, gobernado por el Maestro Ira
- Serpiente, gobernado por la Maestra Invi
- Leopardo, gobernado por el Maestro Gula
- Zorro, gobernado por la Maestra Ava
- Oso, gobernado por el Maestro Aced.

El personaje jugador, un portador de Llave-espada recién despertado, elige apoyar a una de las Uniones y trabaja para garantizar la supremacía de la facción elegida.
Kingdom Hearts Unchained χ tiene lugar después de los eventos de Kingdom Hearts χ en una línea mundial de datos alternativa, con el jugador reviviendo el pasado para olvidar los eventos de la Guerra de la Llave-espada. Debido a la pérdida de poder del Libro de las Profecías sin la presencia del Maestro o los Profetizadores, los portadores de Llave-espada visitan paisajes de datos simulados basados en los diversos mundos de Disney. Unchained χ inicialmente repite la historia del original, pero diverge a la mitad de la narrativa. Nuevas historias se muestran al jugador formando un nuevo equipo con otros cuatro portadores de Llave-espada, que se hacen amigos. Otros eventos importantes de la historia que no involucran al jugador se entregan a través de actualizaciones del juego, que sirven para ampliar la historia de Kingdom Hearts χ y continuar la narración después de los eventos de la Guerra de la Llave-espada.

### Historia deKingdom Hearts χ
Un portador de Llave-espada recién despertado, controlado por el jugador, tiene la opción de unirse a una de las cinco "Uniones". Una vez que el jugador elige, son llevados a Ciudad del Amanecer (Daybreak Town) y asaltados por un ejército de Crueles que entra por un portal. Sin embargo, antes de que el jugador se sienta abrumado, llega el Profetizador de su Unión y conduce a los Crueles a través de su portal. Un Comedor de Sueños (Dream Eater) llamado Chirithy aparece y explica el papel del jugador de recoger Lux destruyendo Crueles. Bajo la dirección de Chirithy, el jugador visita ilusiones de mundos futuros para llevar a cabo su misión. Mientras continúan, Chirithy explica que los Profetizadores han aprendido del Libro de las Profecías sobre una gran batalla en la que el mundo será consumido por la oscuridad. Para salvar el futuro, los Profetizadores comenzaron a usar los poderes del libro para proyectar el futuro en su era, atesorando a Lux para proteger la luz del mundo.
En Ciudad del Amanecer, el jugador se hace amigo de Ephemer, un portador de Llave-espada de una Unión rival que desea explorar la torre de Profetizadores en el centro de la ciudad. El jugador acepta ayudar, pero Ephemer desaparece poco después. Más tarde, el jugador se encuentra con otro portador de la Unión de Ephemer llamado Skuld, que está investigando su desaparición. Los dos también presencian a los Profetizadores peleando entre sí bajo la creencia de un traidor entre ellos, y se encuentran con portadores de Llave-espada que han sido corrompidos en Crueles, así como un Chirithy que se ha convertido en una Pesadilla. Investigando la torre de los Profetizadores, Ava y el jugador y Skuld son atrapados por Ava, quien los reta a un duelo. Tras la derrota, Ava revela que está reclutando a los portadores de Llave-espada para los Dientes de León, un grupo que será enviado a otra línea del mundo para mantenerlos fuera de la guerra inminente para que puedan reconstruir el mundo después. Ella explica que Ephemer es uno de los elegidos, y ofrece lo mismo a Skuld y al jugador; Skuld acepta, pero el jugador no está seguro. A medida que pasa el tiempo, otros portadores se acusan mutuamente de robar Lux, y los Profetizadores comienzan a reunir a más portadores a sus Uniones para reforzar sus fuerzas para la próxima guerra.
Buscando una solución, el jugador, Skuld y Chirithy encuentran a Gula, quien cree que el único que puede detener la guerra es el Maestro de Maestros, que ha desaparecido junto con el sexto aprendiz, Luxu. Ava rastrea a Luxu, quien afirma que quiere ver el final de la inminente Guerra de la Llave-espada después de descubrir lo que está escrito en la "Página Perdida" del Libro de Profecías. Cuando Luxu implica que Ava es la traidora y revela que todo ha sido parte del plan del Maestro, Ava ataca a Luxu en un duelo, toca el timbre del reloj y comienza la guerra. Skuld regresa a los Dientes de León mientras el jugador se encuentra con Nightmare Chirithy, quien se responsabiliza por convertir a los portadores en Crueles, y ataca al jugador antes de ser derrotado y disolverse en la oscuridad. Unos días más tarde, comienza la Guerra de la Llave-espada y el jugador lucha por el mayor tiempo posible antes de colapsar por el agotamiento. La guerra termina con numerosas Llaves-espada plantadas en el suelo, formando el Cementerio de Llave-espada (Keyblade Graveyard), y el jugador ve a Chirithy, Skuld y Ephemer acercarse a ellos antes de perder el conocimiento.
Algún tiempo después, Chirithy despierta al jugador en el Dominio Encantado, mintiéndole al jugador que los eventos de la Guerra de la Llave-espada fueron todo un sueño. Detrás de un muro de espinas, Maléfica se felicita a sí misma por viajar de regreso a esta versión pasada de su mundo, confiada en que Sora y sus amigos no pueden seguirla, y hace planes para conquistarla.

### Historia deKingdom Hearts Unchained χ/Union χ
Una serie de escenas retrospectivas establecidas antes de la Guerra de la Llave-espada representa al Maestro de Maestros que le da a Ava una lista de cinco portadores de la llave espada que se convertirán en los nuevos líderes de la Unión. Bajo sus instrucciones, ella le da a cada uno de los elegidos un libro de reglas especial para seguir, pero desafía sus órdenes dándole a uno de ellos, Brain, un Libro de Profecías. Otro de los nuevos líderes, Strelitzia, sigue en secreto al jugador a lo largo de su viaje, fascinado con ellos. Cuando comienza la guerra y se da cuenta de que el jugador no es un Diente de León, trata de encontrarlos y convencerlos de que se unan, pero una figura desconocida la embosca y la mata.
Después del final de la Guerra de la Llave-espada, los Dientes de León residen en un paisaje de datos de la Ciudad del Amanecer (Daybreak Town), con todos menos los líderes de la Unión obligados a olvidar lo que había sucedido. En el mundo real, Ephemer se encuentra con Skuld en el Cementerio de Llave-espada, revelando que son dos de los nuevos líderes de la Unión seleccionados por Ava. Se encuentran con otros tres: Ventus, Brain y el hermano mayor de Strelitzia, Lauriam. Los cinco regresan a la torre de Profetizadores, donde acuerdan mantener en secreto la destrucción del mundo y formar una sola Unión, Union Cross, para evitar que el pasado se repita. Mientras tanto, Maléfica está frustrada por su incapacidad para deshacer su propia derrota, pero una figura que se hace llamar "Oscuridad" explica que el mundo es solo una simulación de datos. Negándose a dejarla quedarse debido al daño que su conocimiento del futuro podría causar, Oscuridad (Darkness) la guía a la torre en la Ciudad del Amanecer, diciéndole que use el Arca en su centro para regresar a su tiempo.
Lauriam comienza a buscar pistas sobre la desaparición de Strelitzia, con la ayuda de su compañera de partido Elrena. Al mismo tiempo, comienzan a aparecer imágenes deslumbrantes de eventos anteriores a la Guerra de la Llave-espada en la Ciudad del Amanecer. Con la ayuda del jugador, Brain descubre que los problemas técnicos son un efecto de que el paisaje de datos se conecte por la fuerza a un mundo de datos que nunca estuvo conectado a la Ciudad del Amanecer original, y que ahora están atrapados en el paisaje de datos. Mientras busca una solución en el Libro de las Profecías, Brain encuentra la lista del Maestro, descubre que los nombres en él son diferentes y que no estaba destinado a recibir el libro. Mientras Lauriam descubre y confronta a Maléfica en la torre, Brain convoca a los demás y revela que el nombre de Ventus no está en la lista, explicando que pudo haber sido manipulado para reemplazar a Strelitzia.

## Desarrollo
Kingdom Hearts χ fue codirigido por Tetsuya Nomura, uno de los creadores de la serie, y Tatsuya Kando, quien había dirigido anteriormente el juego de Nintendo DS The World Ends with You. La música del juego fue compuesta por Yoko Shimomura, un colaborador habitual de la música de la serie. El juego fue desarrollado conjuntamente por Square Enix y el estudio japonés Success Corporation. Square Enix originalmente manejó la planificación y el diseño en sí, pero debido a la inexperiencia de sus desarrolladores para crear juegos de navegador, el desarrollo se transfirió a Success Corporation, que estaba familiarizado con el proceso. A pesar de que se incluyeron elementos multijugador, el juego era "fundamentalmente para un jugador", como con la mayoría de las otras entradas de la serie. Chirithy, la compañera de los personajes jugadores, fue diseñada en torno al concepto de una guía de apoyo pero discreta. Nomura basó el diseño del personaje en el gato doméstico Scottish Fold.
Debido a las dificultades que surgieron al adaptar la experiencia principal de Kingdom Hearts en un juego de navegador, la presentación fue diseñada en un estilo de cuento de hadas en lugar de las ubicaciones encontradas anteriormente por los protagonistas de la serie Sora y Riku. Y debido a que el juego se jugaba con un mouse en lugar de un controlador de juego, el enfoque del juego se convirtió en controles simples y batallas "llamativas". En una entrevista, Nomura declaró que el trabajo para desarrollar Kingdom Hearts χ se detuvo por un tiempo para que los desarrolladores pudieran trabajar en Kingdom Hearts III. También declaró que en ese momento estaban explorando formas de permitir que más fanáticos de la serie experimenten el juego. Las historias de Kingdom Hearts χ y Kingdom Hearts III fueron escritas al mismo tiempo, y por lo tanto comparten una fuerte conexión. A pesar de este fuerte vínculo, Tetsuya Nomura lo describió como un título donde la historia no era el foco, y que su contenido estaba completamente separado de la serie principal, por lo que era accesible para los recién llegados. El título del juego se refiere a la χ-cuchilla (chi-blade), la Keyblade original y un arma central en la historia de Kingdom Hearts.
La creación de una versión móvil del juego se decidió mientras la versión del navegador aún se estaba desarrollando. Nomura inicialmente planeó lanzar ambos títulos simultáneamente, y cada uno se actualizaba individualmente. Sin embargo, a medida que avanzaba el desarrollo, los esfuerzos del equipo se centraron en terminar Kingdom Hearts χ, y el desarrollo en Unchained se detuvo. El plan original era hacer del juego una versión más simple de su contraparte del navegador, pero con el aumento de las especificaciones de los dispositivos móviles, la carga de trabajo aumentó, lo que contribuyó a detener el desarrollo. Como los dispositivos móviles emplean una configuración de control diferente para los navegadores web, Unchained no podría funcionar simplemente como un puerto de Kingdom Hearts χ. Su título "Desencadenado" significaba la jugabilidad y la historia de Kingdom Hearts χ en un formato móvil. Uno de los cambios instituidos durante la nueva versión móvil de los juegos fue hacer que el juego sea más "casual" que Kingdom Hearts χ, con batallas más cortas y potencialmente más fáciles.
En marzo de 2017, antes del primer aniversario del lanzamiento en América del Norte de Unchained χ, Square Enix anunció que el juego para dispositivos móviles se renombraría como Kingdom Hearts Union χ [Cross] en abril de 2017. El relanzamiento del título incluiría una nueva Unión Modo multijugador cruzado, que permite que grupos de hasta seis jugadores se enfrenten a los Heartless a través de la función de emparejamiento del juego mientras se comunican entre sí a través de emotes y opciones de texto, y un modo de teatro para volver a ver escenas y animaciones desbloqueadas. En septiembre de 2018, se agregó una serie de minijuegos especiales "Classic Kingdom" a Union χ; Al completar ciertos objetivos en estos minijuegos, los jugadores pudieron desbloquear una llave espada especial "Starlight" para usar en Kingdom Hearts III.
El 25 de febrero de 2021, Square Enix anunció que el juego llegaría a su fin de servicio en abril de ese año para el servidor de Japón y en mayo para los servidores globales; este fin del servicio se retrasó un mes más tarde.  El final del servicio llegó con una actualización del juego que permite a los jugadores ver las escenas del juego sin conexión. Square Enix también anunció otra actualización prevista para septiembre que permitiría a los jugadores jugar Kingdom Hearts Dark Road en su totalidad sin conexión.

## Lanzamiento
El juego se anunció por primera vez en el Tokyo Game Show el 20 de septiembre de 2012 junto con Kingdom Hearts HD 1.5 Remix bajo el título provisional Kingdom Hearts para navegadores de PC. Su título oficial se anunció en febrero del año siguiente. Para promocionar el juego, se incluyeron códigos para artículos especiales y moneda del juego con las copias de la primera impresión de Kingdom Hearts HD 1.5 Remix. Una versión beta cerrada para el título comenzó el 22 de marzo de 2013, con el reclutamiento Beta a partir del 13 de marzo. La prueba estaba disponible para los usuarios que tenían un ID de Yahoo Japan, e incluía artículos y monedas en el juego como regalo inicial. Una prueba beta abierta comenzó el 9 de julio de 2013, y el servicio oficial del juego comenzó el 18 de julio del mismo año. Desde el lanzamiento original, el juego recibió actualizaciones constantes de sus misiones de historia, proporcionando contenido adicional a los jugadores. En abril de 2016, Square Enix anunció que el juego del navegador se suspendería en septiembre de 2016.
Disney Interactive se vio obligado a retrasar una localización occidental del juego cuando el editor del juego Playdom, una red social de juegos propiedad de Disney, fue cerrada. A pesar de esto, la planificación continuó para un lanzamiento occidental con pruebas de juego para mejorar el juego antes del lanzamiento. La localización occidental se reveló al público con el título Kingdom Hearts Unchained X en la Electronic Entertainment Expo 2015. Unchained χ fue lanzado en Japón el 3 de septiembre de 2015, en Norteamérica el 7 de abril de 2016, y en Europa el 16 de junio de 2016.

### Contraportada
En septiembre de 2015, Square Enix anunció un nuevo juego titulado Kingdom Hearts HD 2.8 Final Chapter Prologue. La colección presenta Kingdom Hearts χ Back Cover, una película cinematográfica de 60 minutos que se centra en los Augures, el Maestro de Maestros, y Luxu,  otro aprendiz, explicando sus acciones durante los eventos del juego y sus intentos de determinar quién es el traidor entre ellos. Fue lanzado en enero de 2017.

## Recepción
En septiembre de 2013, se anunció que 200,000 usuarios se habían inscrito para el juego. Durante los Premios WebMoney 2013, Kingdom Hearts χ fue uno de los juegos votados en la categoría de "Mejor novato del año en buenos juegos", y la mayoría de los votantes elogiaron el juego por ser accesible para los recién llegados de la serie y divertido de jugar. Richard Eisenbeis de Kotaku fue generalmente positivo, diciendo que a pesar de ser similar a otros juegos de navegador japoneses y usar un sistema de micro-transacción, fue "un pequeño desperdicio de tiempo agradable".
Unchained también fue bien recibido, ya que Metacritic le dio al juego un puntaje de 70 de 100 basado en 5 revisiones. AV Club elogió el juego por ser un verdadero título de Kingdom Hearts a pesar de su formato gratuito. TouchArcade le dio al juego tres de cinco estrellas, elogiando la música y los gráficos mientras calificaba el juego como superficial con una interfaz de usuario demasiado complicada. Gamezebo llamó al título "mejor de lo esperado", citando el divertido pero simple combate del juego y la extensa personalización de los personajes, pero criticando el diálogo del juego por ser cursi y la historia por ser más débil que los títulos de Kingdom Hearts de la consola. En el mes posterior al lanzamiento, la versión móvil se descargó más de dos millones de veces.